# ديوك وليامز
ديوك وليامز (بالإنجليزية: Duke Williams)‏ هو لاعب كرة قدم أمريكية أمريكي، ولد في 15 أكتوبر 1990 في رينو في الولايات المتحدة.

## وصلات خارجية
- ديوك وليامز على موقع مرجع كرة القدم المحترفة.كوم (الإنجليزية)